# Індукований попит
У економіці індукований попит (також вимушений, спровокований або стимулюваний попит; англ. induced demand) — пов’язаний із прихованим попитом та створеним попитом — явище, за якого збільшення пропозиції призводить до зниження ціни та збільшення споживання. Іншими словами, коли товар чи послуга стають більш доступними та масово виробляються, їхня ціна падає, і споживачі, швидше за все, купуватимуть їх, а це означає, що кількість попиту згодом зростає. Це узгоджується з економічною теорією попиту та пропозиції.
У транспортному плануванні індукований попит, який також називають «індукованим рухом» або споживанням пропускної здатності доріг, набув важливого значення в дебатах щодо розширення транспортних систем і часто використовується як аргумент проти збільшення пропускної здатності доріг як «ліків» від заторів. Індукований рух може бути фактором, що сприяє розростанню міст. Містобудівник Джефф Спек назвав індукований попит «великою інтелектуальною чорною дірою в міському плануванні, єдиною професійною впевненістю, яку, здається, визнає кожна вдумлива людина, але майже ніхто не хоче діяти».
Також спостерігається зворотний ефект, відомий як зниження попиту.

## Економіка
«Індукований попит» та інші терміни отримали економічні визначення в статті 1999 року Лі, Кляйна та Камю . У статті «індукований трафік» визначається як зміна руху вздовж кривої короткострокового попиту. Це включатиме нові поїздки, здійснені наявними мешканцями, тому що їздити по дорозі тепер швидше. Подібним чином «індукований попит» визначається як зміна трафіку внаслідок руху вздовж кривої довгострокового попиту. Це включатиме всі поїздки нових мешканців, які переїхали, щоб скористатися перевагами ширшої дороги.

## У транспортних системах

### Визначення
За матеріалами CityLab:
Індукований попит — це загальний термін, який використовується для різноманітних взаємопов’язаних ефектів, які спричиняють швидке заповнення нових доріг. У швидкозростаючих районах, де дороги не розраховані на нинішнє населення, може існувати значний прихований попит на нову пропускну здатність доріг, що спричиняє потік нових водіїв, які негайно виїжджають на автомагістралі, щойно нові смуги відкриваються, швидко знову перевантажуючи їх.

Але ці особи, ймовірно, вже жили поруч; як вони пересувалися до розширення? Можливо, вони скористалися альтернативними видами транспорту, подорожували в непіковий час або не їздили взагалі. Ось чому прихований попит може бути важко відокремити від створеного попиту — нового трафіку, який є прямим результатом нової потужності. (Деякі дослідники намагаються виділити створений попит як єдиний ефект індукованого попиту.)
Технічна різниця між цими двома термінами, які часто використовуються як синоніми, полягає в тому, що прихований попит — це подорожі, які не можуть бути реалізовані через обмеження. Таким чином, це «відкладено». Індукований попит – це попит, який був реалізований або «генерований» завдяки вдосконаленню транспортної інфраструктури. Таким чином, індукований попит генерує трафік, який був «відкладений» як прихований попит.

### Історія
Прихований попит усвідомлювався фахівцями дорожнього руху протягом багатьох десятиліть, і спочатку його називали «генеруванням руху». Найпростіше кажучи, прихований попит — це попит, який існує, але з багатьох причин, більшість з яких пов’язані з людською психологією, пригнічується нездатністю системи впоратися з ним. Коли до мережі додається додаткова ємність, прихований попит матеріалізується як фактичне використання.

Ефект був визнаний ще в 1930 році, коли керівник компанії електрозалізниць Сент-Луїса, штат Міссурі, повідомив Комісії з огляду транспорту, що розширення вулиць просто створює більше руху автотранспорту та більші затори. У Нью-Йорку це було чітко видно в програмі будівництва шосе Роберта Мозеса, «майстерного будівельника» району Нью-Йорка. Як описав біограф Мозеса Роберт Каро в The Power Broker:
Протягом останніх двох-трьох років перед [вступом Сполучених Штатів у Другу світову війну] кілька планувальників... почали розуміти, що без збалансованої системи [транспорту] дороги не тільки не зменшать транспортні затори але і погіршать. Дивлячись, як Мозес відкриває міст Тріборо, щоб зменшити затори на мосту Квінсборо, відкриває міст Бронкс-Вайтстоун, щоб зменшити затори на мосту Тріборо, а потім спостерігає, як підрахунок трафіку на всіх трьох мостах зростає, поки всі три не стануть такими ж заторами, як і раніше, планувальники навряд чи міг уникнути висновку, що «генерація трафіку» — це вже не теорія, а доведений факт: чим більше автомагістралей було побудовано для зменшення заторів, тим більше автомобілів потрапляло б на них і створювало затори, а отже, змушувало будувати більше автомагістралей — що б генерувати більше трафіку та, у свою чергу, ставати перевантаженими у все ширшій спіралі, яка містила далекосяжні наслідки для майбутнього Нью-Йорка та всіх міських районів.
Той самий ефект спостерігався раніше з новими вулицями, які Мозес побудував на Лонг-Айленді в 1930-х і 40-х роках, де
...щоразу, коли будувався новий бульвар, він швидко забивався транспортом, але навантаження на старі бульвари суттєво не зменшувалося.
Подібним чином будівництво тунелю Бруклін-Баттері не змогло зменшити затори на тунелі Квінс-Мідтаун і трьох мостах Іст-Рівер, як очікував Мозес. До 1942 року Мозес уже не міг ігнорувати реальність того, що його дороги не зменшували затори так, як він очікував, але його відповідь на проблему полягала не в інвестуванні в громадський транспорт, а в тому, щоб побудувати ще більше доріг у величезному просторі. Програма, яка розширить або створить 300 кілометрів доріг, включаючи додаткові мости, такі як міст Throgs Neck Bridge і Verrazano Narrows Bridge. Дж. Дж. Лімінг, британський інженер дорожнього руху та інспектор графства між 1924 і 1964 роками, описав це явище у своїй книзі 1969 року «Дорожні аварії: запобігати чи карати?»:
Автомагістралі та об’їзні дороги створюють трафік, тобто створюють додатковий трафік, частково спонукаючи людей подорожувати, які інакше не зробили б цього, роблячи новий маршрут зручнішим за старий, частково людьми, які виходять зі свого прямого маршруту, щоб насолодитися більшоюа зручністю нової дороги, і частково людей, які користуються містами в об’їзд, тому що вони зручніші для покупок і відвідувань, коли наскрізний рух припинено.
Далі Лімінг навів приклад спостережуваного ефекту після відкриття ділянки Донкастерської об’їзної дороги A1(M) у 1961 році. У 1998 році Дональд Чен цитував британського міністра транспорту, який сказав: «Справа в тому, що ми не можемо вирішити нашу проблему дорожнього руху, побудувавши більше доріг». У Південній Каліфорнії дослідження, проведене Асоціацією урядів Південної Каліфорнії в 1989 році, прийшло до висновку, що кроки, вжиті для зменшення заторів, такі як додавання смуг або перетворення автострад на двоповерхові дороги, матиме лише косметичний ефект на проблему. Крім того, Університет Каліфорнії в Берклі опублікував дослідження дорожнього руху в 30 округах Каліфорнії між 1973 і 1990 роками, яке показало, що кожні 10 відсотків збільшення пропускної здатності доріг, рух автотранспорту збільшувався на 9 відсотків протягом чотирьох років. Мета-аналіз 2004 року, який взяв до уваги десятки раніше опублікованих досліджень, підтвердив це. Було виявлено, що:
...у середньому 10-відсоткове збільшення кількості миль на смузі руху відразу спричиняє 4-відсоткове збільшення кількості миль, пройдених транспортним засобом, яке за кілька років досягає 10 відсотків – усієї нової ємності.
Серед деяких інженерів дорожнього руху є афоризм: «Спроба вилікувати затори шляхом збільшення пропускної здатності — це все одно, що намагатися вилікувати ожиріння, послабивши ремінь».
Згідно з містобудівником Джеффом Спеком, «основоположним» текстом про індукований попит є книга 1993 року «Слон у спальні: залежність і відмова від автомобіля», написана Стенлі І. Хартом і Елвіном Л. Співаком.

### Ціна автомобільної поїздки

Коли пропозиція зміщується з S1 на S2, ціна (пояснено нижче) падає з P1 до P2, а споживана кількість збільшується з Q1 до Q2

Подорож по дорозі можна вважати такою, що має пов’язану вартість або ціну (узагальнену вартість, g), яка включає витрати з власної кишені (наприклад, витрати на пальне та дорожні збори)  та альтернативну вартість часу, витраченого на подорож. , яка зазвичай розраховується як добуток часу подорожі на вартість часу подорожуючих. Ці детермінанти витрат часто змінюються, і всі вони по-різному впливають на попит на транспорт, який, як правило, залежить від причини (причин), а також способу подорожі.
Коли пропускна спроможність доріг збільшується, спочатку стає більше дорожнього простору на транспортний засіб, що рухається, ніж було раніше, тому зменшуються затори, а отже, час, витрачений на дорогу, зменшується – зменшуючи загальну вартість кожної поїздки (впливаючи на другу згадану «вартість»). у попередньому абзаці). Власне, це одне з ключових обґрунтувань для будівництва нової пропускної здатності доріг (скорочення часу в дорозі).
Зміна вартості (або ціни) подорожі призводить до зміни споживаної кількості. Такі фактори, як ціни на бензин, а також витрати на пальне, є найпоширенішими змінними, які впливають на кількість, необхідну для транспортування. Це можна пояснити за допомогою простої теорії попиту та пропозиції, зображеної на цьому малюнку.

#### Еластичність транспортного попиту

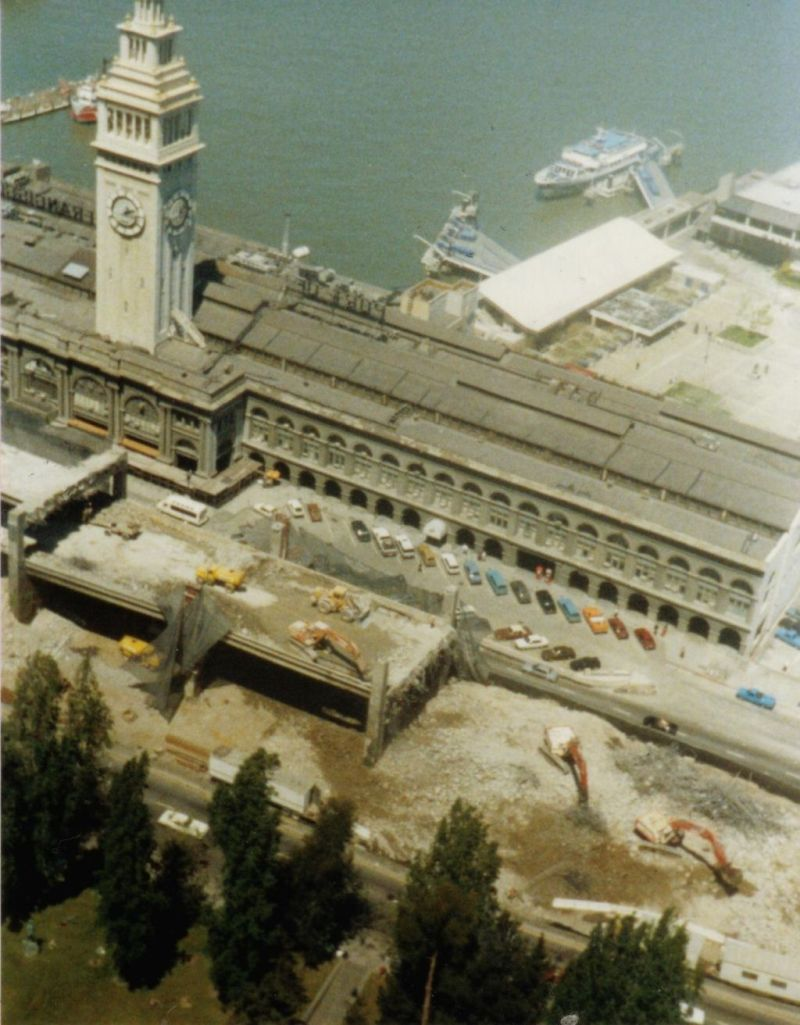
Частина автостради Ембаркадеро в Сан-Франциско була знесена в 1991 році. Видалення автостради ілюструє зворотний зв’язок викликаного попиту, «зниження попиту».

Економічна концепція еластичності вимірює зміну кількості попиту відносно зміни іншої змінної, найчастіше ціни. Для доріг або автомагістралей пропозиція пов’язана з пропускною спроможністю, а споживана кількість – з пробігом транспортних засобів. Розмір приросту споживаної кількості залежить від еластичності попиту.
Еластичність попиту на транспорт суттєво відрізняється залежно від причини, з якої люди спочатку обирають подорож. Найяскравішим прикладом нееластичного попиту в цій сфері є поїздки на роботу, оскільки дослідження показують, що більшість людей збираються їздити на роботу, незважаючи на коливання таких змінних, як ціни на бензин, оскільки це необхідна діяльність для отримання доходу. Це є прикладом того факту, що діяльність, яка приносить високу економічну вигоду, у даному випадку фінансовий прибуток у формі доходу, як правило, є нееластичною. У той час як подорожі з рекреаційними або соціальними причинами мають високу толерантність до зростання цін, і тому попит на рекреаційні подорожі, коли ціни стрибають, різко знижується.
Огляд транспортних досліджень свідчить про те, що еластичність попиту на перевезення відносно часу в дорозі становить приблизно −0,5 у короткостроковій перспективі та −1,0 у довгостроковій перспективі. Це означає, що 1,0% економії часу в дорозі призведе до додаткового збільшення руху на 0,5% протягом першого року. У довгостроковій перспективі 1,0% економія часу в дорозі призведе до збільшення обсягу трафіку на 1,0%.

### Дослідження

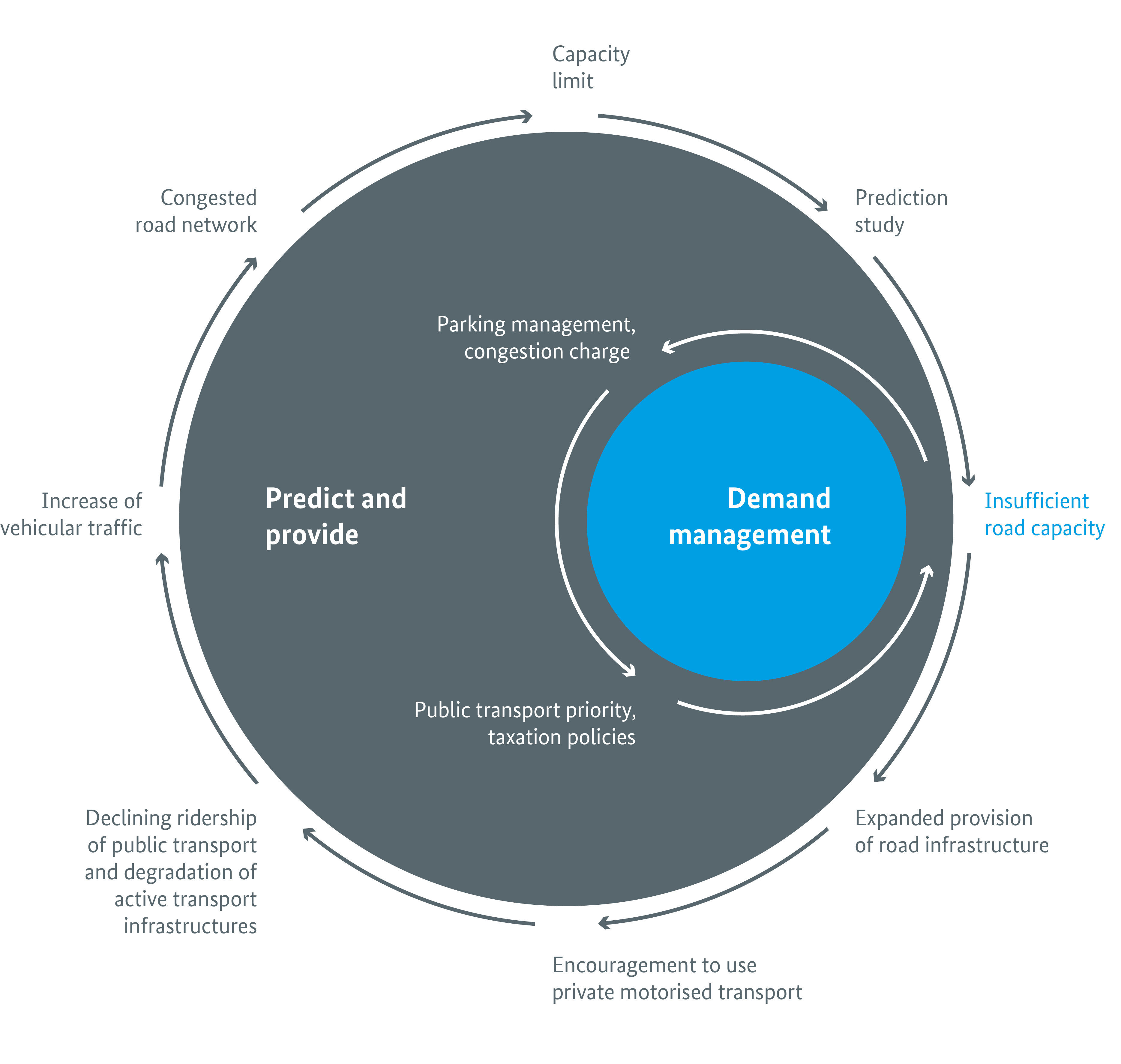
Порочне коло передбачення та забезпечення

## Зменшення попиту (зворотний ефект)

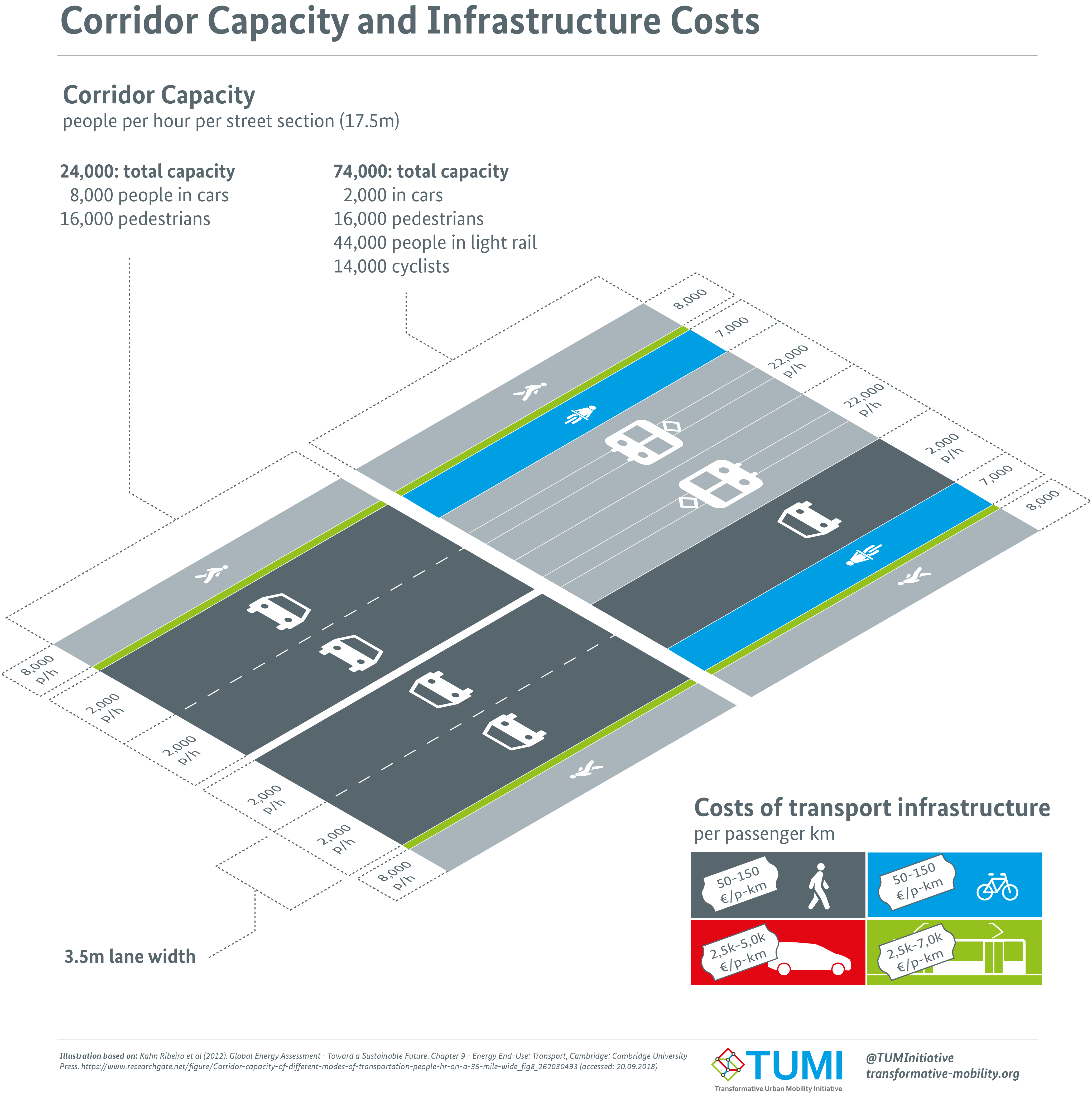
Пропускна спроможність вулиці, людей на годину (автомобілі, пішоходи, трамвай, велосипедисти) Вартість транспортної інфраструктури у пасажиро-км